# Fami通PSP+PS3
Fami通PSP+PS3（又稱電玩通PSP+PS3）是由Enterbrain出版的遊戲雜誌，於1995年創刊，2010年停刊。

## 雜誌內容
比其他的PlayStation專門雜誌介紹更多的美少女遊戲，特別是Enterbrain發售其公司遊戲君吻後更為顯著。

## 改革
創刊時雜誌標題為Fami通PS，是有別於本刊Fami通（當時由ASCII出版）的全機種線路，轉為與當時德間書店相同的專門機種雜誌。
其後推出姊妹雜誌Fami通DC（停刊後編輯部轉往負責Fami通Xbox360）及Fami通64+（現為Fami通DS+Wii）。
1996年，受到其他PS專門雜誌相繼改為週刊或雙週刊，Fami通PS亦決定改為雙週刊。由於2000年發售PlayStation 2，於2001年1月起標題改為Fami通PS2。
於2006年11月發售Fami通PlayStation 3，但因雜誌競爭激烈而暫時停刊，於2007年4月28日改回以PlayStation系列為主的月刊，雜誌標題改為Fami通PLAYSTATION+，之後改為Fami通PSP+PS3，但還是於2010年停刊。
台灣於2002年由青文出版社獲得Enterbrain公司授權發行台灣版電玩通PS2並於12月18日正式創刊。

## 副刊
- Fami通PSP（不定期雜誌）